# Ajkaceratops
Ajkaceratops is een geslacht van plantenetende ornitischische dinosauriërs, behorend tot de groep van de Ceratopia, dat tijdens het late Krijt leefde in het gebied van het huidige Hongarije.

## Naamgeving en vondst
De typesoort Ajkaceratops kozmai is in 2010 beschreven en benoemd door Attila Ősi, Richard J. Butler en David Bruce Weishampel in een ingezonden brief naar het blad Nature. De geslachtsnaam verbindt de naam van de stad Ajka met een gelatiniseerd Grieks ceratops, "hoorngezicht", een gebruikelijk element in de namen van de Ceratopia. De soortaanduiding eert Károly Kozma, een plaatselijk geoloog en vroegere mentor van Ősi.

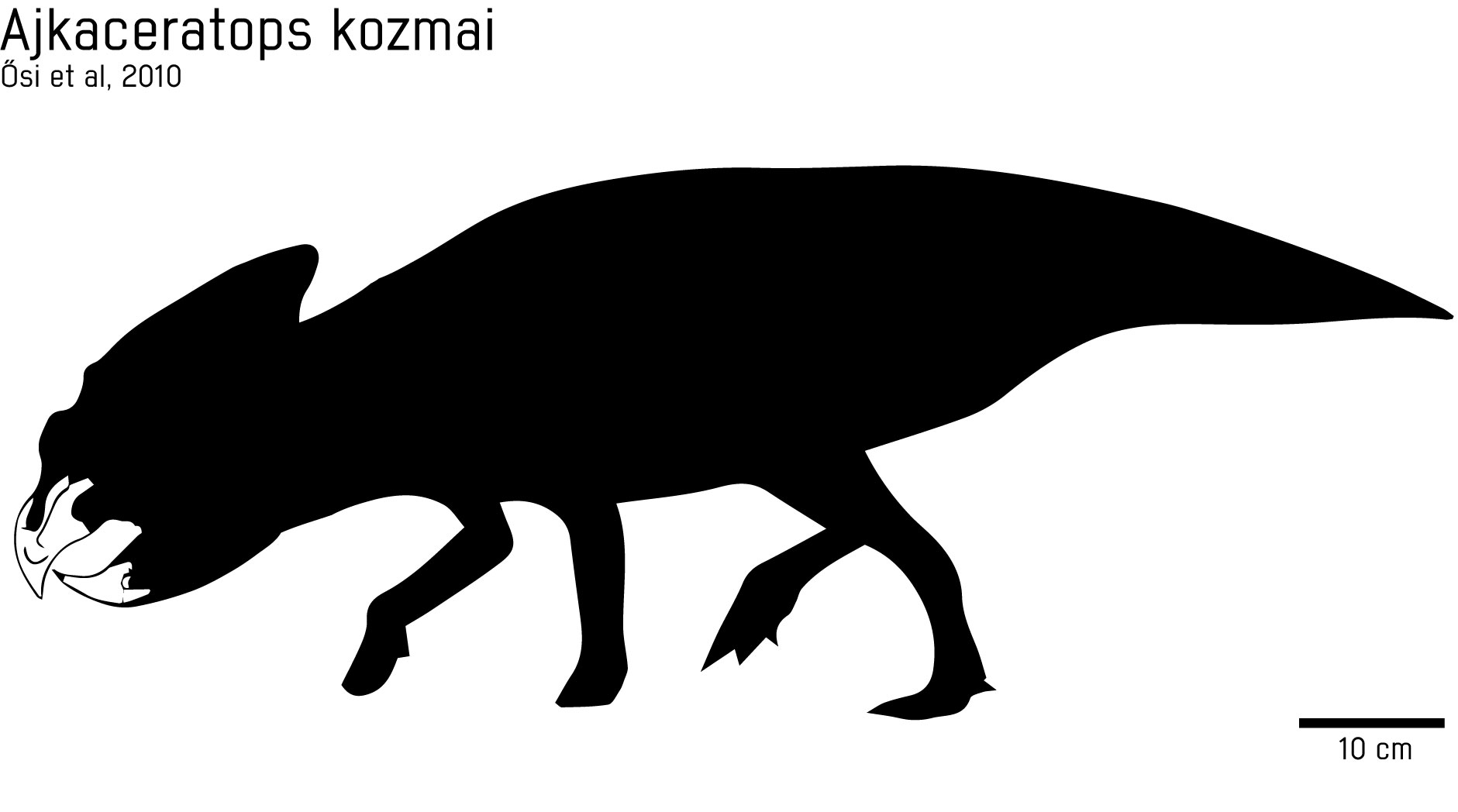
Het bewaarde materiaal van het holotype

Fossielen van de soort zijn in 2009 gevonden in een bauxietgroeve bij Iharkút in lagen van de Csehbányaformatie die stamt uit het Santonien, ongeveer 85 miljoen jaar oud. Het holotype, MTM V2009.192.1, bestaat uit twee praemaxillae, vooraan verbonden door een os rostrale en achteraan nog voorzien van stukken maxilla. Het paratype MTM V2009.193.1 bestaat uit een predentarium. Daarnaast zijn nog andere delen van de kaken gevonden van vier individuen: MTM V2009.193.1, MTM V2009.194.1, MTM V2009.195.1 en MTM V2009.196.1.

## Beschrijving

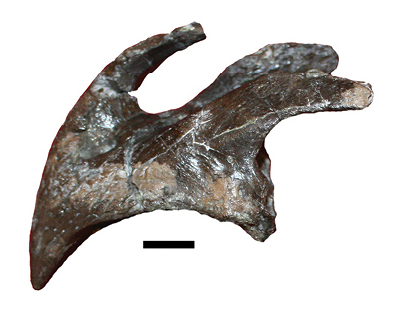
Holotype

Het holotype is van een volgroeid of bijna-volgroeid dier; op deze laatste mogelijkheid wijst de beperkte mate van vergroeiing van de beenderen en de geringe absolute grootte. Het fossiel is ongeveer tien centimeter lang van snuitpunt tot de achterrand van het kaakfragment. De totale lengte van Ajkaceratops is geschat op een kleine meter. Het rostrale vormt een spitse bovenste snavelpunt, die sterk gekromd is en ver naar beneden hangt. Het predentarium van het paratype vormt daarvan de onderste tegenhanger. Aan de achterrand is de aanzet van een schedelopening zichtbaar; volgens de beschrijvers is dit een accessoire fenestra, een bij sommige basale ceratopiërs voorkomende tweede opening nog voor de gebruikelijkere fenestra antorbitalis. Bovenaan is de voorkant van een neusgat bewaardgebleven.
Verschillende kleinere predentaria zijn gevonden, kennelijk van jonge dieren. Deze ondersnavels zijn minder uitgegroeid. Een hele groeireeks kon zo vastgesteld worden, variërend van dieren die een halve meter lang waren tot volwassen dieren.

## Fylogenie en biogeografie
Volgens de beschrijvers bevond Ajkaceratops zich binnen de Ceratopia basaal in de Coronosauria. De soort is in vorm gelijkend op Bagaceratops en Magnirostris maar hun verwantschap beschouwen de beschrijvers als problematisch alsmede de validiteit van een Bagaceratopidae, wat mogelijk een onnatuurlijke parafyletische groep is.
Ajkaceratops is de eerste benoemde ceratopiër uit Europa; Ceratopia waren eerder voornamelijk van Azië en Noord-Amerika bekend. Het vondstgebied maakte in het Krijt deel uit van de Europese Archipel, een aantal eilanden in de Tethysoceaan. De vondst bewijst, samen met de iets eerdere melding van leptoceratopide materiaal uit Zweden, dat de dinosauriërs op deze eilanden niet alleen maar nakomelingen zijn van dinosauriërs die bij het uit elkaar vallen en overstromen van het continent geïsoleerd raakten maar dat het kennelijk ook mogelijk was de archipel, al "overspringend" van eiland tot eiland, vanuit andere continenten te bereiken.
De Chinese paleontoloog Xu Xing meende dat Ajkaceratops zo afstamt van Aziatische vormen. Omdat die toch een stuk groter zijn, ongeveer twee keer zo lang, zou de grootte van Ajkaceratops een geval kunnen zijn van dwergvorming, een verschijnsel dat zich vaker op eilanden voordoet. Volgens Xu zou Ajkaceratops er ook op kunnen wijzen dat de Bagaceratopidae niet nauwer aan de Protoceratopidae verwant zijn zoals meestal aangenomen maar aan de Leptoceratopidae.
In 2024 stelde een studie dat het onzeker was dat Ajkaceratops een lid van de Ceratopia was. Het taxon werd nu incertae sedis in de Ornithischia geplaatst.